# قپق‌اندازی

منظره عمارت عالی‌قاپو و میله قپق در میدان نقش‌جهان اصفهان. نقاشی در دوره شاه سلیمان صفوی

قَپُق چوب بلندی بود که در زمان صفویه در میدان‌های بزرگ شهر برپا می‌شد. بر سر این چوب، گوی یا جامی زرین (وگاه برای تمرین خربزه و سیب) و در هنگام حضور شاه، ظرفی پر از سکه قرار می‌دادند.
قپق‌اندازان سوارکارانی تیرانداز بودند که آنرا هدف می‌ساختند. کسی که موفق می‌شد در حال سواری جام را به زیر اندازد، جایزه‌ای گرانبها می‌گرفت. اگر آنچه بر بالای قپق قرار می‌گرفت، ظرفی پر از سکه‌های طلا بود، سکه‌ها میان شاطران و نوکران شاه قسمت می‌شد. برنده مسابقه ناگزیر بود، سرداران و بزرگان و حتی شخص شاه را در خانه خود میهمان نماید.